# Austauschentartung
Austauschentartung bezeichnet bei physikalischen Systemen aus mehreren Teilchen den Vorgang, in dem das System unter Platzaustausch zweier Teilchen den Zustand ändert, der mit dem Ursprungszustand entartet ist, d. h. dieselbe Energie hat.
Wenn sich durch Austauschentartung die Zahl der Zustände auf demselben Energieniveau erhöht, hat das messbare Folgen. Handelt es sich z. B. um ein angeregtes Niveau, erhöht sich die spezifische Wärme, weil bei Temperaturerhöhung nun nicht nur ein Zustand, sondern auch alle mit ihm entarteten Zustände stärker bevölkert werden müssen.

## Austauschentartung bei ununterscheidbaren Teilchen
Handelt es sich bei den ausgetauschten Teilchen um identische Teilchen, geben Experimente keinerlei Hinweis auf das Vorliegen einer Austauschentartung.
Für das Vertauschen gleicher Moleküle wurde das Fehlen der entarteten Zustände schon Ende des 19. Jahrhunderts in der kinetischen Gastheorie entdeckt und als Gibbssches Paradoxon bezeichnet.
Für die Elektronen in der Atomhülle wurde 1926 in der Quantenmechanik entdeckt, dass ihre (gedachte) Vertauschung nicht einen neuen Zustand hervorbringen kann, sondern den Ausgangszustand offenbar unverändert lässt. Darauf gründet sich das in der Elementarteilchenphysik fundamentale Prinzip der Ununterscheidbarkeit identischer Teilchen, aus dem z. B. für Elektronen das bekanntere Pauli-Prinzip folgt. Atome, molekulare Bindungen, Halbleiter, Schwarzkörperstrahlung, weiße Zwerge und Neutronensterne sind anders nicht zu erklären. In der alltäglichen Erfahrungswelt hat diese vollkommene Ununterscheidbarkeit jedoch keine Entsprechung.
Ein einfaches Beispiel für ein solches System ist das Helium-Atom, dessen Atomhülle aus zwei Elektronen besteht. Ein stationärer Zustand sollte durch Permutation der Teilchen in einen anderen Zweiteilchenzustand überführt werden können, der in der Energie und allen anderen messbaren Eigenschaften mit dem ersten vollständig übereinstimmen müsste. Denn bei Objekten, die sich physikalisch in nichts unterscheiden, wäre die Vertauschung eine physikalisch nicht nachprüfbare Operation. Für zwei Elektronen heißt das, dass dabei ihre Orts- und Spinkoordinaten zu vertauschen sind. Die genaue Analyse der Zustände des He-Atoms bestätigt, dass die Vertauschung der Elektronen keinen weiteren Zustand hervorbringt. 
Der mathematische Formalismus der Quantenmechanik berücksichtigt dies dadurch, dass ein Zustandsvektor nach dem Vertauschen zweier ununterscheidbarer Teilchen denselben Zustand beschreibt, sich also höchstens um einen Phasenfaktor ändert. Das Spin-Statistik-Theorem begründet weiter die Beobachtung, dass dieser Phasenfaktor für Teilchen vom Typ Fermion den konstanten Wert −1 hat, für Bosonen +1.